# Mayoense
El Mayoense o SALMA Mayoense (del  inglés South American land mammal ages) es una edad mamífero de América del Sur, división establecida para definir una escala geológica de tiempo para la fauna de mamíferos sudamericanos. Su límite inferior se sitúa en los 11,8 Ma, mientras que su límite superior se ubica en los 10 Ma.
En el año 1930, Lucas Kraglievich realiza una revisión de los mamíferos procedentes de la «formación Friaseana», distinguiendo dentro de ella el «horizonte Mayoense».
Su nombre hace alusión al de la formación original, la «formación Río Mayo», denominada así por el río y la localidad homónimos, en el departamento Río Senguer, sudoeste de la provincia del Chubut, centro-oeste de la Patagonia argentina. También es característica de la «formación El Pedregoso».
El ensamble mastozoológico de esta edad mamífero está integrado, entre otras, por las especies: Epipeltephilus recurvus y Palaehoplophorus meridionalis. En este período se registran xenartros muy avanzados. Entre ellos destaca un particular Scelidotheriinae (Sibyllotherium genguelense), y un gliptodóntido Palaehoplophorini (Palaehoplophoroides rothi).
Las dataciones absolutas indican una edad de 11.8 Ma para el Mayoense.
En Patagonia existe un hiato temporal de registro de unos 3,5 Ma entre el Colloncurense y el Mayoense, el cual parcialmente se correspondería con el Laventense, aunque los gliptodontes de dicha edad no guardan relación próxima con los que habitaron en el Mioceno medio de la Patagonia.

## Sucesión de las edades mamífero de América del Sur
| Predecesor: Laventense | Mayoense Edades mamífero de América del Sur | Sucesor: Chasiquense |